# 杰玛里奥·戴维森
杰玛里奥·B·戴维森（英語：Jermareo B. Davidson，1984年11月15日—），美国NBA联盟前职业篮球运动员。他在2007年的NBA选秀中第2轮第6顺位被金州勇士选中。